# تانه هوا
تانه هوا (بالفيتنامية: Thanh Hóa)) هي مدينة في شمال فيتنام، وعاصمة مقاطعة ثانه هوا. تقع جنوب دلتا النهر الأحمر على بعد حوالى 137 كم من هانوي جنوب نهر ما بالقرب من مصبِّه.

## حرب الفيتنام
تقريبا تم تدميرها بالكامل بالقصف الأمريكي خلال حرب فيتنام، أعيد بناؤها منذ ذلك الحين. يسكنهاها حوالي 200،000 نسمة. وهي مقر الأبرشية الكاثوليكية التي تحمل الاسم نفسه.

## المواصلات
كمدينة تقع في وسط المقاطعة، فهي تقع في قلب شبكة من البنية التحتية الهامة للنقل، فبالنسبة للسكك الحديدية، فهي على خط الشمال والجنوب، وعلى الطريق الوطني رقم 1أ، والطريق السريع الوطني رقم 47 والعديد من الطرق الإقليمية. وهي أيضا في قلب شبكة لمرور الحافلات بين المدن. تحتوي المدينة على مطار فيه مهبط واحد فقط. نصفها من العسكريين ونصفها من المدنيين.
يقع ميناء لو مون على ضفاف نهر ما ، على بعد 4 كيلومترات إلى الشرق من وسط المدينة.

## أقرأ أيضا
- هانوي
- خليج ها لونج
- فو كوك